# 赤崁澚
赤崁澚，是澎湖自清治時期至日治初期的一個行政區劃，其範圍即今澎湖縣的白沙鄉東北部。
赤崁澚的北邊及東邊瀕海，南邊為鎮海澚，西邊為瓦硐澚本部地區。

## 管轄街庄鄉
赤崁澚共轄2個鄉：
- 今白沙鄉境內：大赤崁鄉、鳥嶼鄉